# Alchemilla isodonta
Alchemilla isodonta é uma espécie de rosácea do gênero Alchemilla, pertencente à família Rosaceae.